# 田中利幸 (馬術選手)
田中 利幸（たなか としゆき、1985年2月2日 - ）は、福岡県福岡市出身の総合馬術の選手。奈良県天理市の乗馬クラブクレインオリンピックパークに所属している。

## 経歴
中学3年から馬術を始めた。福岡第一高等学校、第一経済大学出身。
社会人になってから障害から総合馬術に転じた。
2011年10月の山口国体の総合馬術で優勝した。また同年の全日本総合馬術大会で2位となっている。
2012年のロンドンオリンピックの総合馬術団体の日本代表に選出。ロンドンオリンピックでは個人48位、団体12位だった。
2014年アジア競技大会では団体銀メダル。
2016年リオデジャネイロオリンピックでは選考会で落選。
2018年世界選手権では個人15位、団体4位だった。
2020年東京オリンピックの馬術競技では個人34位、団体11位だった。
2024年7月29日、パリ五輪の総合馬術団体に大岩義明、戸本一真、北島隆三とチームを組み、115.80点とし、銅メダルを獲得した。第2種目のクロスカントリーを終えて団体3位だった日本は、北島の馬が馬体検査をクリアできずにリザーブの田中に代わったことで20点を減点され、この時点で5位に後退したが、最終種目では3人とも障害物を落とすことなく減点を抑えてのメダル獲得となった。馬術でのメダルは1932年ロサンゼルスオリンピックの障害飛越個人を制した西竹一以来、92年ぶり2個目で団体は初である。